# Ллойд Бэнкс
Кристофер Чарльз Ллойд (англ. Christopher Charles Lloyd), более известный под сценическим псевдонимом Ллойд Бэнкс (англ. Lloyd Banks) — американский рэпер, участник группы G-Unit. Вместе с ней выпустил 2 альбома: «Beg for Mercy» и «T.O.S: Terminate on Sight». В 2004 году выпустил свой дебютный сольный альбом «The Hunger for More». В 2006 году выпустил второй сольный альбом «Rotten Apple», а в 2009 — ушёл из Interscope Records. В конце 2010 года он выпустил третий сольный альбом под названием H.F.M. 2 (Hunger for More 2).

## Биография
Кристофер Чарльз Ллойд родился 30 апреля 1982 в городе Нью-Карролтон, штат Мэриленд, а детство провёл в Квинсе, Нью-Йорк. Его мать, Роза — пуэрто-риканского происхождения, а его отец — сомалийско-американского. Его отец провел большую часть детства Кристофера в тюрьме, оставив его мать одну, с Кристофером, его братом и сестрой. Кристофер поступил в школу Августа Мартина (англ. August Martin High School), но бросил её в 16 лет. В качестве псевдонима он взял имя своего прадеда.

### G-Unit (1999-настоящее время)
Группа G-Unit была основана друзьями детства Lloyd Banks, 50 Cent и Tony Yayo, решившими сделать совместную рэп-группу. Они также пригласили Young Buck, после того, как 50 Cent услышал, как он читает. 50 Cent подписывает контракт с Aftermath Entertainment, Young Buck берут в группу. Tony Yayo, будучи более опытным рэпером, пригласил 50 Cent участвовать в «Nas Promo Tour», «Cash Money Tour» и «Ruff Ryders Tour». Пока Бэнкс ждал, когда они вернутся домой, он начал читать рэп на улицах, чтобы получить известность. Позже он объединился с местным продюсером и записал треки для микстейпа. Lloyd Banks получил репутацию создателя микстейпов. Пока Бэнкс записывает микстейпы, 50 Cent записывает альбом «Get Rich or Die Tryin'». Вскоре после того, как они основывают свой собственный лейбл G-Unit Records, G-Unit выпускает первый официальный альбом «Beg for Mercy» в ноябре 2003, который стал дважды платиновым.
В августе 2005, Lloyd Banks, Young Buck и сопровождающие лица проехали на красный свет в центре Манхеттена. Их остановила полиция, и при осмотре обнаружила огнестрельное оружие. После расследования прокурор попросил снять обвинения с них. В ноябре 2006 года с Lloyd Banks и Young Buck были сняты все обвинения.
Ранним утром 9 января 2010 года, в отеле города Китченер, случилась ссора между Бэнксом и его промоутером, из-за гонорара. Позже Бэнксу и трём его помощникам было предъявлено обвинение в лишении свободы его промоутера, при отягчяющих обстоятельствах и грабеже, но Бэнкса выпустили под залог в 50 000 долларов.

### Сольная карьера

#### The Hunger for More (2004—2005)
Lloyd Banks выпустил свой дебютный сольный альбом «The Hunger for More» в июне 2004 года. Первый сингл «On Fire», исполненный совместно с 50 Cent, стал хитом.
Альбом оказался коммерчески успешным и получил положительные отзывы критиков. Он занял 1 место в чартах Billboard c более чем 500 000 проданных копий в первую неделю. Всего было продано свыше 4 миллионов копий, а альбом стал дважды платиновым.
Было выпущено 2 сингла: «I’m So Fly» и «Karma». «Karma» занял 17 место в Billboard Hot 100.

#### Rotten Apple (2006—2007)
Создание альбома началось с того, что уже почти готовая версия альбома The Big Withdraw утекла в интернет, из-за того, что Ллойд Бэнкс потерял CD-диск с ним. На нём было 23 трека.
Бэнкс начал работу над «Rotten Apple». Название альбома (рус. Гнилое Яблоко) — игра слов на неофициальном прозвище Нью-Йорка — «Большое Яблоко» (англ. „The Big Apple“). Альбом выпущен 10 октября 2006 года. Альбом занял 3 место в чартах, с 143 000 проданных копий в первую неделю. «Rotten Apple» не получил коммерческого успеха, а его дебютный альбом был успешнее в продажах. Также с альбома было выпущено 3 сингла: «Hands Up», «The Cake» и «Help».

#### Уход из Interscope
В 2009 году Бэнкс ушёл из Interscope Records. У него по-прежнему контракт с G-Unit Records, на котором он выпустит свой новый альбом, The Hunger for More 2. На свой 27-й день рождения, 30 апреля 2009, Бэнкс выпустил микстейп «4-30-09». Он содержал трек «Officer Down», в котором неуважительно отзывался о рэпере Rick Ross. Также в 2009 году Бэнкс выпустил микстейп «V5».

#### H.F.M. 2 (Hunger for More 2) (2010-настоящее время)
В конце января 2010 года было объявлено, что Бэнкс выпустит трек «Beamer, Benz, or Bentley», с его предстоящего третьего студийного альбома. «Beamer, Benz, or Bentley» заняла 49 место в хит-параде Billboard Hot 100. Ллойд Бэнкс через свой Twitter-блог заявил, что название 3 альбома — «The Hunger for More 2». Тем не менее, лейбл G-Unit заявил, что название ещё не установлено и по-прежнему может быть изменено. В интервью MTV 50 Cent утвердил название альбома — «H.F.M. 2 (Hunger for More 2)».

## Дискография
| Студийные альбомы - 2004: The Hunger for More - 2006: Rotten Apple - 2010: H.F.M. 2 (The Hunger for More 2) - 2021: The Course of the Inevitable - 2022: The Course of the Inevitable 2 - 2023: The Course of the Inevitable Ⅲ: Pieces of My Pain Совместные альбомы - 2003: Beg for Mercy (с G-Unit) - 2005: Get Rich or Die Tryin' (с G-Unit Records) - 2008: T.O.S: Terminate on Sight (с G-Unit) - 2014: The Beauty of Independence (с G-Unit) - 2015: The Beast Is G-Unit (с G-Unit) | Микстейпы - 2003: Money In the Bank - 2003: Mo' Money In the Bank - 2004: Ca$hing In: Mo Money In the Bank, Pt. 3 (Hosted By: DJ Whoo Kid) - 2006: Mo Money In the Bank, Pt. 4 (Hosted By: DJ Whoo Kid) - 2006: Mo Money In the Bank, Pt. 5 (The Final Chapter) (Hosted By: DJ Whoo Kid) - 2008: Return of the PLK (Hosted By: DJ Whoo Kid) - 2008: Halloween Havoc (Hosted By: DJ Whoo Kid) - 2009: The Cold Corner (Hosted By: DJ Whoo Kid) - 2009: 4.30.09: Happy Birthday (Hosted By: DJ Whoo Kid) - 2009: V.5 (Hosted By: DJ Whoo Kid) - 2011: The Cold Corner 2 - 2012: V.6: The Gift - 2013: A.O.N (All or Nothin') — Volume 1: F.N.O. (Failure’s No Option) - 2015: Halloween Havoc 2 |